# 万州烤鱼
万州烤鱼是起源于中国重庆万州区的一道鱼类食品特色菜肴。

## 做法
先将草鱼、新疆鱼、海鲈鱼、罗非鱼或其他鱼放在烤炉上烤熟，盛到专用铁盘中，淋上以豆瓣酱、菜籽油、猪油、八角、香叶、草果、生姜、泡椒、大葱、料酒、米酒汁、山奈、小茴香等调味品炒制而成的底料，再放上黄豆芽、香芹、花生、香菜、青蒜苗、豆腐等菜品一起，煮熟即可食用，口味咸辣鲜香。

## 相关事件
2022年7月19日，有网友在网上晒出了一张名为“2022年湖南省高考录取状态”的截图，显示该名网友被重庆市的“万州烤鱼学院”录取，专业名为烤鱼。校方很快现身澄清这是恶搞出来的图片，表示他们学校是职业技能培训学校，不是本科也不是大专，更没有参加高校联招。但该事件还是引起了中国大陆网友的热议。